# Richard Bethell, 1. Baron Westbury

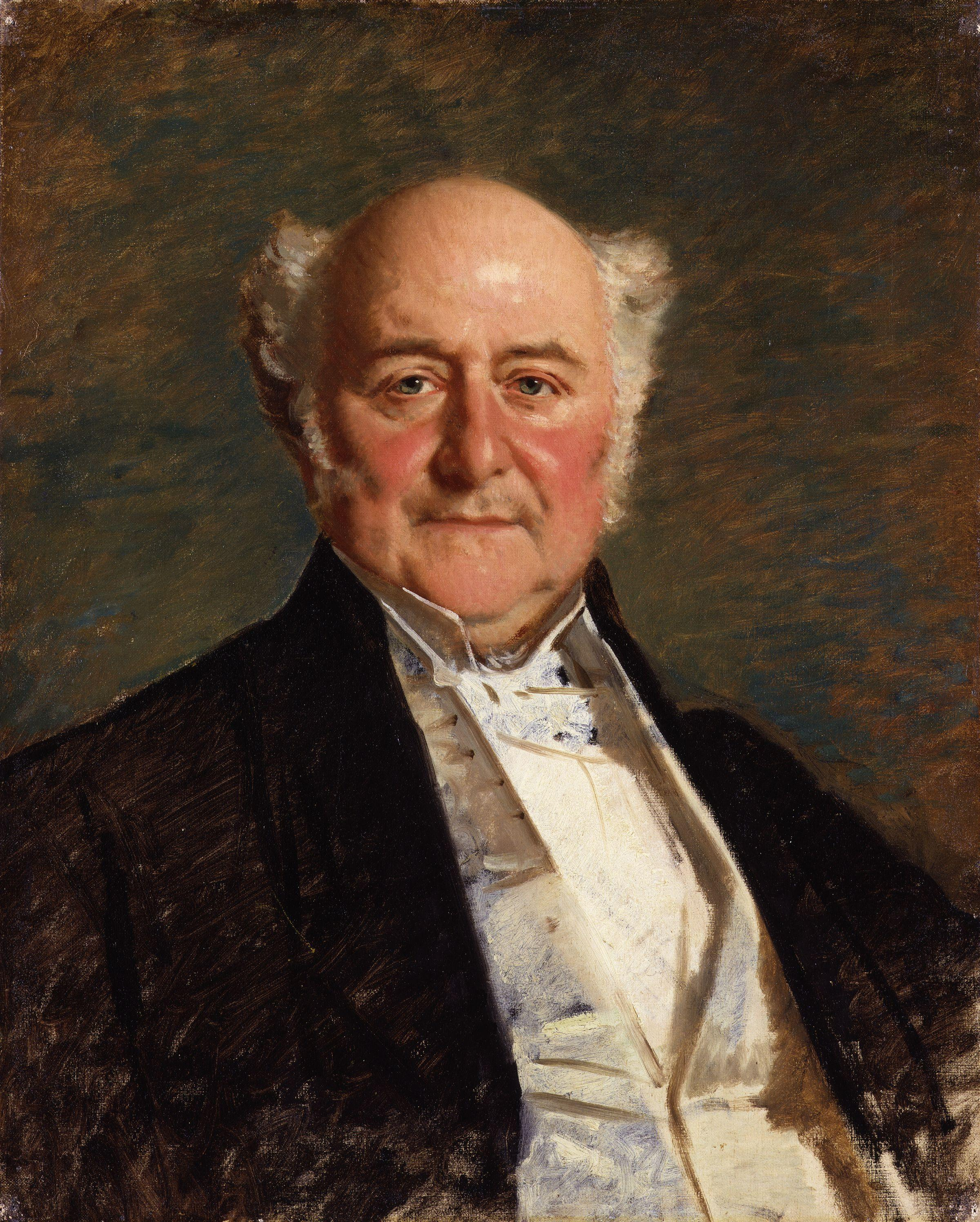
Richard Bethell, 1. Baron Westbury (Gemälde von Michele Gordigiani in der National Portrait Gallery in London)

Richard Bethell, 1. Baron Westbury PC QC (* 30. Juni 1800 in Bradford-on-Avon, Wiltshire; † 20. Juli 1873 in London) war ein britischer Jurist und Politiker der Whigs sowie später der Liberal Party, der mehrere Jahre Abgeordneter des House of Commons sowie zwischen 1861 und 1865 Lordkanzler war.

## Leben

### Rechtsanwalt und Abgeordneter
Bethell, Sohn des Arztes Richard Bethell, absolvierte nach dem Schulbesuch zunächst ein Studium am Wadham College der University of Oxford, das er 1818 mit einem Bachelor of Arts (B.A.) sowie 1822 einem Master of Arts (M.A.) abschloss. Im Anschluss wurde er Fellow des Wadham College und absolvierte dort ein postgraduales Studium der Rechtswissenschaften. Nach der anwaltlichen Zulassung am Middle Temple nahm er 1823 eine Tätigkeit als Barrister auf. Für seine langjährigen anwaltlichen Verdienste wurde er 1840 sowohl sogenannter „Bencher“ der Anwaltskammer von Middle Temple als auch Kronanwalt (Queen’s Counsel) und fungierte 1841 als Vorsteher der auf Wirtschaftsrecht, Kartellrecht, Testamentsrecht und Grundstücksrecht spezialisierten Anwaltschaft (Chancery Bar).
Am 11. April 1851 wurde Bethell als Kandidat der liberalen Whigs erstmals zum Abgeordneten des House of Commons gewählt und vertrat dort zunächst bis zum 28. April 1859 den Wahlkreis Aylesbury und im Anschluss bis zum 27. Juni 1861 den Wahlkreis Wolverhampton.
Nachdem er zwischen 1851 und 1852 Vice-Chancellor of the County Palatine of Lancaster war, wurde er 1852 von Premierminister George Hamilton-Gordon, 4. Earl of Aberdeen, als Nachfolger von Fitzroy Kelly Solicitor General. Dieses Amt bekleidete er auch im nachfolgenden Kabinett von Premierminister Henry John Temple, 3. Viscount Palmerston, und war als solcher bis zu seiner Ablösung durch James Stuart-Wortley 1856 Stellvertreter des Generalstaatsanwalts Attorney General und damit einer der wichtigsten Berater der Krone und der Regierung. 1853 wurde er zum Knight Bachelor geschlagen und führte fortan den Namenszusatz „Sir“.

### Lordkanzler

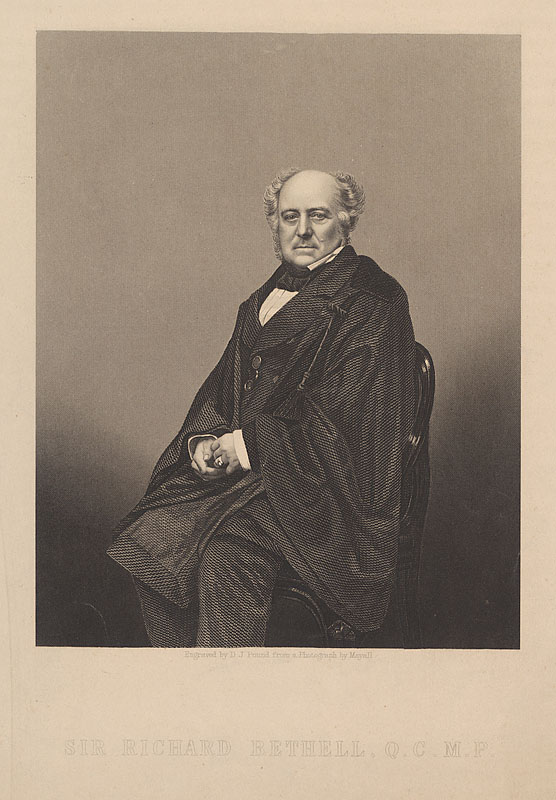
Richard Bethell, 1. Baron Westbury (Stich von D.J. Pound nach einer Fotografie von John Jabez Edwin Mayall)

Im Anschluss wurde er 1856 Nachfolger von Alexander Cockburn als Attorney General und behielt dieses Amt bis zum Ende der Amtszeit von Palmerston am 20. Februar 1858. Er wurde durch Fitzroy Kelly abgelöst.
Nachdem Henry John Temple, 3. Viscount Palmerston, am 12. Juni 1859 erneut Premierminister wurde, übernahm Bethell, der 1860 Doctor of Civil Law (D.C.L.) geworden war, abermals als Nachfolger Fitzroy Kellys das Amt des Attorney General und übte dieses bis zum 29. Juni 1861 aus. Sein Nachfolger wurde William Atherton, der bisherige Solicitor General von England und Wales.
Danach wurde Bethell am 26. Juni 1861 von Premierminister Palmerston zum Lordkanzler (Lord Chancellor) berufen und damit zum Nachfolger des zwei Tage zuvor verstorbenen John Campbell, 1. Baron Campbell. Er bekleidete das Amt bis zum 7. Juli 1865 und wurde von Robert Rolfe, 1. Baron Cranworth, abgelöst.
Durch ein Letters Patent vom 27. Juni 1861 wurde Bethell, der zugleich auch Mitglied des Privy Council wurde, als Hereditary Peer mit dem Titel Baron Westbury, of Westbury in the County of Wiltshire, erhoben und gehörte damit bis zu seinem Tod dem House of Lords als Mitglied an.
Aus seiner am 19. November 1825 geschlossenen ersten Ehe mit Ellinor Mary Abraham gingen acht Kinder hervor, darunter der älteste Sohn Richard Augustus Bethell, der nach dem Tode seines Vaters den Titel erbte.